# Fornarina
Fornarina (Die Fornarina) je komická opera o třech dějstvích na libreto, které napsali Moritz West (1840 – 1904), F. Zell (Camillo Walzel, 1829 – 1895) a Richard Genée (1823 – 1895). Hudbu zkomponoval Carl Zeller (1842 –1898), rakouský operetní skladatel ze srdce Mostviertelu v Dolních Rakousích (Niederösterreich).

## Osoby a první obsazení
| Osoba                                                              | Hlasový obor | premiéra (18.10.1879) |
| ------------------------------------------------------------------ | ------------ | --------------------- |
| Fastidio, pekař v Římě                                             | tenor        | Anton Kömle           |
| Giacinta, jeho žena                                                | soprán       | Amalie Schönchen      |
| Fornarina, jejich dcera                                            | soprán       | Agnes Lang-Ratthey    |
| Rafael Sanzio, malíř                                               | tenor        | Franz Josef Brakl     |
| Pasquino                                                           | tenor        | Josef Ausim           |
| Giulio Romano, malíř                                               | bas          | Max Hofpauer          |
| Becco, hostinský v Campagni                                        | baryton      | Eduard Brummer        |
| Nencia, jeho žena                                                  | soprán       | Frau Braun            |
| Římský senátor                                                     | tenor        | Christian Puley       |
| Panuccio, jeho sekretář                                            |              | Hans Albert           |
| První vyslanec z Casenty                                           |              | Adolf Rest            |
| Druhý vyslanec z Casenty                                           |              | Louis Flerr           |
| Grattabugia, hostinský v Campagni                                  |              | Ludwig Kneiss         |
| Velitel Švýcarů                                                    |              | Hans Neuert           |
| První Švýcar                                                       |              | Herr Pechtl           |
| Druhý Švýcar                                                       |              | Herr Bernhard         |
| Třetí Švýcar                                                       |              | Herr Schwab           |
| Čtvrtý Švýcar                                                      |              | Herr Schöppl          |
| Umělci, studenti Rafaela, modelky, lidé, švýcarská garda, doprovod |              |                       |

## Děj opery

### 1.dějství
Řím, počátek 16. století
Fornarina má jít podle vůle svého přísného otce Fastidia do kláštera. Pasquino ji má ale přesvědčit, aby se setkala s knížetem Farnese. To se mu ale nepodaří. Fornarina však prozradí svou tajnou lásku k malíři Rafaelovi z Urbina. Pasquino, Becco a jeho manželka Nencia se Fornarině kvůli jejímu snění vysmívají. Pak se objeví velký mistr Rafael a všem vypráví o snu, ve kterém se mu zjevila krásná bohyně Galathée. Pasquino rozpozná, že bohyně z Rafaelova snu může být jen Fornarina, a krásnou pekařovu dceru přivede. Rafael a Fornarina se do sebe na první pohled zamilují. Najednou se objeví Fornarinin otec Fastidio a vytrhne svou dceru z Rafaelova objetí.

### 2. dějství
Campagna
Fornarina od svého přísného otce utekla k Rafaelovi, ale společné bydlení se v každodenním životě ukazuje jako obtížné, protože ji Rafael už nevidí jako krásnou bohyni Galathée. Fornarina ho proto chce opustit. Na vinařském festivalu mezi nimi vzplane otevřená hádka. Pasquino, který je na její straně, naplní Rafaelovy vinné sudy octem, aby zahnal jeho hosty. Po mnoha sklenicích vína se však Fornarina s Rafaelem usmíří. Kníže Farnese považuje Rafaela za svého soka a dá ho svou Švýcarskou gardou zatknout. Becco předstírá, že je Rafael, a nechá se odvést.

### 3. dějství
Albanské jezero
Silemus (= Giulio) a Janus (= Pasquino a Becco) informují o tom, co se stalo. Najednou se objeví Galathée (= Fornarina) a Acis (= Rafael) a znovu si navzájem vyznávají lásku. Jsou však pronásledováni Polyphem (= Fastidio) a jeho doprovodem. Pro Galathée a Acis je volná jediná cesta a to do vod Albanského jezera. Tam oba zmizí v pevném objetí..

## Hudební čísla

#### Předehra
(orchestr)

#### 1. dějství
Nr. 1. Jitřenka Pasquina (Auf, Fornarina, es glänzt der Morgen)
Nr. 2. Duettino Nencia a Becco (Frische Milch! Frische Milch!)
Nr. 3. Duet a kvartet
          Duet Fornariny a Pasquina (Heut’ morgen in der Dämmer hört’ einen Vogel ich)
          Kvartet Fornariny, Pasquina, Nencii a Becca (Mädchen, ach was fällt dir ein)
Nr. 4. Pasquino, Giulio a sbor (Holla he! ihr Herrn herbei, schöne Modelle auf eins, zwei, drei!)
Nr. 5. Ansámbl a vstup Rafaela
          Ansámbl ( Seht ein Modell, seht ein Modell, ein Modell für Rafael!)
          Vystoupení Rafaela (Geträumt hab' ich ein Götterbild)
Nr. 6. Kuplet a sbor
Pasquino, Rafael a sbor (Merkt den Namen Fornarina)
Nr. 7. Finále
          Pasquino, Rafael, Fornarina a sbor (Nun saget selbst, ob ich’s versteh’, Rafael,
sieh deine Galathee)

#### 2. dějství
Nr. 8. Ukolébavka Rafaela (Summe nur Fliege, ich lass’ dich fliegen)
          Rafael a Fornarina (Werde dir einen Vogel senden mit einem Brieflein um den Hals)
Nr. 9. Duettino Pasquina a Nencie (Als Venus, tauchend aus dem Meer)
Nr.10. Kuplet Becca (Ohne Zweifel kam ein Kuss hier vor)
Nr.11. Kvintet Pasquina, Rafaela, Fornariny, Beccao a Nencie (Ach, liebes Kind, du
dauerst mich!)
Nr.12.Campagna
Sbor (Wir hier auf der Campagna bei Spiel und Tanz und Wein)
          Fornarina, Rafael a Ensemble (Bitte, bitte, gleich bin ich zur Stelle)
Nr.13.Trasteverina
Fornarina, Rafael a sbor (O Nina, sag’ nicht nein)
Nr.14.Finále
(Reden, schweigen, konferieren, ir sind die tapern Schweizer" a Ja wir auf der
Campagna)

#### Mezihra
Orchestr

#### 3. dějství
Nr.15. Kuplet Pasquina (Als mich Mama geboren hatte)
Nr.16. Pastorála
           a) Introdukce: Giulio, Pasquino, Becco a ansámbl (Wir sprengten den Tempel)
           b) Valčík lásky a svatební tanec, sbor (Dämpfet der Flöte jauchzenden Schrei)
           c) Fornarina, Rafael a ansámbl (An deiner Brust ruhen lass mich!)
Nr.17. Závěrečný zpěv, sbor

## Inscenační historie
Komická opera „Die Fornarina“, druhé autorovo dílo, měla premiéru v roce 1879 v mnichovském divadle Theater am Gärtnerplatz. Hudba byla jednomyslně chválena, ale libreto bylo tak pochybné, že Zeller po druhém představení dílo stáhl.

## Instrumentace
Housle 1 & 2, viola, cello, bas, flétna, pikola, klarinety 1 & 2 v B, fagot, horny 1 - 4 v F, trubky 1 & 2 v F, pozouny 1, 2 & basový, tympány, triangl, harfa.